# Вілластеллоне
Вілластеллоне (італ. Villastellone, п'єм. Vilastlon) — муніципалітет в Італії, у регіоні П'ємонт,  метрополійне місто Турин.
Вілластеллоне розташоване на відстані близько 510 км на північний захід від Рима, 18 км на південь від Турина.
Населення — 4796 осіб (2014).
Покровитель — sant'Anna, San Bartolomeo.

## Демографія
Населення за роками:

Станом на 1 січня 2023 року в муніципалітеті офіційно проживало 318 іноземців з 31 країни, серед них 217 громадян країн Євросоюзу та 3 громадяни України.

## Сусідні муніципалітети
- Камб'яно
- Кариньяно
- Карманьйола
- Монкальєрі
- Пойрино
- Сантена